# Finnvattnet
Finnvattnet är en sjö i Strömsunds kommun i Jämtland och ingår i Indalsälvens huvudavrinningsområde. Sjön har en area på 1,15 kvadratkilometer och ligger 444 meter över havet.

## Delavrinningsområde
Finnvattnet ingår i det delavrinningsområde (710303-146300) som SMHI kallar för Utloppet av Finnvattnet. Medelhöjden är 480 meter över havet och ytan är 17,59 kvadratkilometer. Det finns inga avrinningsområden uppströms utan avrinningsområdet är högsta punkten. Vattendraget som avvattnar avrinningsområdet har biflödesordning 4, vilket innebär att vattnet flödar genom totalt 4 vattendrag innan det når havet efter 271 kilometer. Avrinningsområdet består mestadels av skog (84 procent). Avrinningsområdet har 1,22 kvadratkilometer vattenytor vilket ger det en sjöprocent på 6,9 procent.